# Ezredforduló
Az Ezredforduló a Karthago együttes második, 1982-ben megjelent albuma, melyet 2009-ben újra kiadtak. A felvételek az Omega Stúdióban készültek. A digitális kiadáshoz a technikai korszerűsítést a "P" Stúdió készítette 1997-ben.  

## Az együttes tagjai
- Gidófalvy Attila  - orgona, zongora, szintetizátorok, mellotron, vokál

- Kiss Zoltán - basszusgitár, ének, vokál

- Kocsándi Miklós - dob, ének, vokál

- Szigeti Ferenc  - gitárok, ének, vokál

- Takáts Tamás - ének, vokál

Közreműködik:
Táborossy István - szintetizátor

## Dalok
1. Barátok nélkül (Gidófalvy Attila - Takáts Tamás)  -.4:34
2. Sétálj át a földön! (Szigeti Ferenc - Kiss Zoltán) - 4:43
3. Az ezredforduló (Szigeti Ferenc - Gidófalvy Attila) - 6:21
4. Recsegõ világ (Szigeti Ferenc - Kocsándi Miklós - Takáts Tamás) - 5:15
5. Senki lánya (Kocsándi Miklós - Szigeti Ferenc) -  5:00
6. Gondolkozz el! (Kiss Zoltán - Kocsándi Miklós) - 4:21
7. Az álmodozó (Gidófalvy Attila - Kiss Zoltán) - 5:28
8. Az utolsó szó (Szigeti Ferenc - Takáts Tamás) - 7:13

## Külső hivatkozások
- www.karthagoband.com Archiválva 2021. december 9-i dátummal a Wayback Machine-ben a Karthago együttes hivatalos weboldala
- https://rockdiszkont.hu/cd-magyar/k/karthago-ezredfordulo-cd Az album leírása